# Marcin Wardach
Marcin Włodzimierz Wardach (ur. w 1980 r. w Barlinku) – polski inżynier elektrotechnik, doktor habilitowany nauk technicznych. Prodziekan Wydziału Elektrycznego Zachodniopomorskiego Uniwersytetu Technologicznego w Szczecinie w kadencji 2024–2028.

## Życiorys
Ukończył Liceum Ogólnokształcące w Myśliborzu. W 1999 r. rozpoczął studia na Wydziale Elektrycznym Politechniki Szczecińskiej, które ukończył w 2004 r. broniąc pracę magisterską pt. Projektowanie mechatroniczne maszyny elektrycznej z komutacją elektroniczną do zastosowania w zdalnie sterowanych aparatach podwodnych małej mocy. W 2009 r. uzyskał stopień doktora na podstawie rozprawy pt. Maszyny elektryczne z magnesami trwałymi o zminimalizowanych pulsacjach momentu elektromagnetycznego. W latach 2010–2011 pracował jako asystent w Katedrze Elektroenergetyki i Napędów Elektrycznych na Wydziale Elektrycznym ZUT w Szczecinie, a w 2011 r. został zatrudniony na stanowisku adiunkta. 30 września 2019 r. decyzją Rady Wydziału Elektrycznego ZUT w Szczecinie otrzymał stopień doktora habilitowanego. 
Specjalista w dziedzinie maszyn i napędów elektrycznych. Opublikował ponad 68 artykułów naukowych. Współautor czterech patentów i autor jednego, pracował w czterech projektach międzynarodowych, czterech krajowych i dwóch wydziałowych. Jest współtwórcą prototypowego, energooszczędnego silnika elektrycznego asynchronicznego, który posiada możliwość szerokiej regulacji prędkości obrotowej. 
Recenzent ponad 35 artykułów z czasopism listy filadelfijskiej. Promotor i recenzent licznych prac dyplomowych. Redaktor naczelny czasopisma INPE.
Członek Stowarzyszenia Elektryków Polskich i prezes Oddziału Szczecińskiego w kadencji 2022–2026. Członek IEEE i Polskiego Towarzystwa Elektrotechniki Teoretycznej i Stosowanej. Opiekun Akademickiego Koła SEP przy Wydziale Elektrycznym ZUT w Szczecinie. Za zasługi dla SEP odznaczony Srebrną (2011) i Złotą Odznaką (2016).